# DENIS J081730.0-615520
DENIS J081730.0-615520 (também conhecida como 2MASS 08173001-6155158) é uma anã marrom que está localizada aproximadamente a 16 anos-luz (4,9 parsecs) de distância a partir da Terra, na constelação de Carina. Foi descoberta por Etienne Artigau e seus colegas em abril de 2010. A estrela pertence à classe espectral T6 implicando uma temperatura em sua fotosfera de cerca de 950 K. Ela tem uma massa em torno de 15 vezes a massa de Júpiter ou cerca de 1,5% da massa do Sol.